# Pietro V di Alessandria (calcedoniano)
Papa Pietro V (fl. VII secolo), è stato patriarca greco-ortodosso di Alessandria nel VII secolo.
Sottoscrisse gli atti del 6º concilio ecumenico (680-681) come "vescovo di Alessandria". Operò durante il periodo di coadiutorato del trono patriarcale, frutto della dominazione araba.